# Oligarchia magnacka
Oligarchia magnacka – określenie zapoczątkowanego przez rokosz sandomierski (1607-1609) lub pierwsze liberum veto (1652) okresu w dziejach I Rzeczypospolitej, kiedy to w życiu politycznym dominację uzyskali przedstawiciele magnaterii.
Demokracja szlachecka przerodziła się w oligarchię magnacką pod wpływem przede wszystkim pauperyzacji szlachty średniej i bogacenia się magnaterii poprzez spadek cen zboża w XVI wieku, które ugodziły w niższą szlachtę, gdy Unia Lubelska z 1569 roku umożliwiła magnatom powiększanie swojej ziemi i tworzenie latyfundiów. Wtedy też zaczęły powstawać „państewka” magnackie na kresach, w których magnatów właściwie nie obowiązywała władza centralna. Wykształcenie się systemu patronatu który oznaczał, że patron (magnat) brał pod opiekę klienta (ubogiego szlachcica) i zapewniał mu godne życie za jego głos na sejmie lub sejmiku należy do innych istotnych przyczyn.
Podczas tego okresu znacznie wzrosła potęga magnaterii, ponieważ magnaci nie tylko dożywotnio sprawowali wysokie urzędy cywilne i duchowne, ale także mieli kontrolę nad sejmikami i sejmami poprzez swoich klientów. Byli nawet w stanie poprzez osoby, dla których byli patronami zerwać sejm przez zgłoszenie liberum veta. Z kolei zrywanie sejmów i brak kluczowych ustaw oznaczał zrzucenie obowiązków na barki sejmików, kontrolowanych przez magnaterię. Utrzymanie ówczesnego statusu quo było więc magnatom na rękę.